# Mike Duco
Michael „Mike“ Duco (* 8. Juli 1987 in Toronto, Ontario) ist ein ehemaliger kanadischer Eishockeyspieler, -trainer und -funktionär, der im Verlauf seiner aktiven Karriere zwischen 2004 und 2016 unter anderem 279 Spiele in der American Hockey League (AHL) auf der Position des linken Flügelstürmers bestritten hat. Darüber hinaus absolvierte Duco, der den Spielertyp des Power Forwards verkörperte, weitere 18 Partien für die Florida Panthers und Vancouver Canucks in der National Hockey League (NHL).

## Karriere

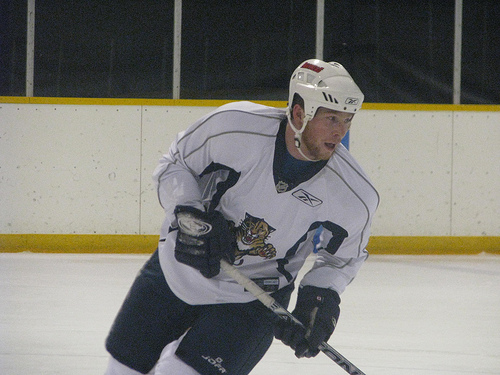
Duco beim Training mit den Florida Panthers (2010)

Mike Duco begann seine Karriere als Eishockeyspieler bei den Kitchener Rangers, für die er von 2004 bis 2008 in der kanadischen Juniorenliga Ontario Hockey League (OHL) aktiv war. Mit Kitchener gewann der Angreifer in der Saison 2007/08 den J. Ross Robertson Cup als Meister der OHL und nahm anschließend mit dem Team auch am Memorial Cup teil. Zum erfolgreichen Titelgewinn hatte Duco in den Playoffs 16 Tore beigesteuert und war damit – gemeinsam mit seinem Teamkollegen Matt Halischuk – erfolgreichster Torschütze der OHL-Playoffs gewesen. Im Verlauf seiner Juniorenkarriere, die ihm im Jahr 2005 auch eine Berufung ins Second All-Rookie Team der OHL eingebracht hatte, erzielte er in 295 Einsätzen insgesamt 219 Scorerpunkte.
Bereits vor dem Beginn seines letzten Jahres bei den Junioren der ungedraftete Free Agent im Oktober 2007 einen Vertrag bei den Florida Panthers aus der National Hockey League (NHL) erhalten. Für deren Farmteam, die Rochester Americans, aus der American Hockey League (AHL) absolvierte er in der Saison 2008/09 insgesamt 68 Spiele. Dabei gelangen ihm 14 Tore und er gab ebenso viele Vorlagen. In den folgenden beiden Spielzeiten kam der Kanadier dort weiterhin vornehmlich zum Einsatz, bestritt in diesem Zeitraum aber auch zwölf NHL-Spiele für die Panthers. Anfang Juli 2011 gaben die Florida Panthers seine Transferrechte im Austausch für die Rechte an Sergei Schirokow an die Vancouver Canucks ab. Bei den Canucks wurde Duco ebenfalls in der AHL bei den Chicago Wolves eingesetzt. Im Verlauf des Spieljahres 2011/12 fügte er seiner Vita allerdings weitere sechs NHL-Einsätze im Trikot der Canucks hinzu, die zugleich seine letzten blieben.
In Ermangelung lukrativer Angebote in Nordamerika blieb Duco vom Sommer 2012 bis in den Dezember hinein ohne Arbeitgeber und entschloss sich daher zu einem Wechsel nach Europa. Dort heuerte er für den Rest der Spielzeit beim EC Red Bull Salzburg aus der österreichischen Erste Bank Eishockey Liga (EBEL) an. Zur folgenden Saison kehrte er aber wieder in seine Heimat zurück, wo der Stürmer für die Toronto Marlies in der AHL aufs Eis ging und zeitweise auch für deren ECHL-Kooperationspartner Orlando Solar Bears Einsatzminuten sammelte. Im Spieljahr 2014/15 folgte im Trikot der Indy Fuel, wo er zugleich als Mannschaftskapitän fungierte, eine gesamte Saison in der ECHL. Danach versuchte sich Duco abermals in Europa, als er ein viermonatiges Engagement bei den Sheffield Steelers in der britischen Elite Ice Hockey League (EIHL) hatte. Noch im Saisonverlauf kehrte der Offensivspieler aber wieder in die ECHL zurück. Dort beendete er die Spielzeit bei den Evansville IceMen, bei denen er zeitweise ebenfalls Mannschaftskapitän war.
Zur Saison 2016/17 wechselte Duco zum Ligakonkurrenten Elmira Jackals, absolvierte bis zum Januar 2017 aber kein Spiel für das Franchise. Stattdessen wurde der 29-Jährige im Januar 2017 zum Cheftrainer und Director of Hockey Operations ernannt. Diese Positionen besetzte er allerdings nur bis zum Saisonende, da die Organisation im Sommer 2017 den Spielbetrieb einstellte und aufgelöst wurde. Zur Spielzeit 2017/18 wurde er daraufhin als Assistenztrainer bei den Peterborough Petes in der OHL angestellt. Zwischen 2018 und 2021 war er dort in der Folge aber nur noch im erweiterten Trainerstab tätig.

## Erfolge und Auszeichnungen
- 2005 OHL Second All-Rookie Team
- 2008 J.-Ross-Robertson-Cup-Gewinn mit den Kitchener Rangers

## Karrierestatistik
(Legende zur Spielerstatistik: Sp oder GP = absolvierte Spiele; T oder G = erzielte Tore; V oder A = erzielte Assists; Pkt oder Pts = erzielte Scorerpunkte; SM oder PIM = erhaltene Strafminuten; +/− = Plus/Minus-Bilanz; PP = erzielte Überzahltore; SH = erzielte Unterzahltore; GW = erzielte Siegtore; 1 Play-downs/Relegation; Kursiv: Statistik nicht vollständig)